# Thomas Bieberbach
Thomas Bieberbach (* 12. November 1966 in Suhl) ist ein ehemaliger Endurosportler aus der DDR und der bisher einzige deutsche Einzel-Weltmeister.
Nach seiner Lehre zum Landmaschinenschlosser wurde Thomas Bieberbach mit 18 Jahren Mitglied beim MC Simson Suhl. Im selben Jahr wurde er Klassenbester in der 150-cm³-Klasse der Ausweisfahrer des ADMV. Er fuhr deshalb ab 1985 in der Spezialklasse und war am Jahresende Meisterschaftsdritter. Im darauffolgenden Jahr erfolgte die Aufnahme in die Werksmannschaft von Simson. 1987 gewann Thomas Bieberbach bei der 62. Internationalen Sechstagefahrt im polnischen Jelenia Góra die Wertung in der 80-cm³-Klasse und war Mitglied der siegreichen DDR-Silbervasen-Mannschaft, die den Junioren-Weltmeistertitel gewann. Im selben Jahr gewann er auch den DDR-Meistertitel. 1988 wurde er Zweiter in der Enduro-Europameisterschaft. Bei den Six Days 1989 war er bestplatzierter DDR-Fahrer. Bei der 1990 erstmals ausgetragenen Enduro-Weltmeisterschaft konnte er mit einer Simson GS 80 WKH einige Laufsiege verbuchen, unter anderem beim deutschen Lauf Rund um die MZ-Stadt Zschopau, und sich in der 80-cm³-Klasse (Zweitakt) den Weltmeistertitel sichern. Aufgrund einer Verletzung konnte er im folgenden Jahr, nunmehr auf TM fahrend, den Titel nicht mehr verteidigen. 1993 eröffnete er eine Kfz-Werkstatt für Zweiräder. 1997 beendete er seine sportliche Karriere.
Thomas Bieberbach war bis 2015 KTM-Vertragshändler in seinem Heimatort Marisfeld und betreibt dort in der Nähe seines Geschäfts KTM BieBerBach eine eigene Motocrossstrecke.